# Lebanese Basketball League 2011-2012
La Lebanese Basketball League 2011-2012, anche conosciuta per motivi di sponsorizzazione con il nome di Bank Med Lebanese Basketball League 2011-2012, è stata la 16ª edizione del massimo campionato libanese di pallacanestro maschile.
Alla stagione presero parte 10 squadre, ma dopo che erano state disputate sette giornate della stagione regolare, l'Haouch El Oumara ha annunciato il suo ritiro dalla competizione.
Al termine della stagione ad essere proclamato campione del Libano fu il Champville che, dopo aver sconfitto in finale per 3-1 l'Anibal Zahle, si è aggiudicato il primo titolo nazionale nella storia del club, interrompendo otto anni di successi da parte dell'Al-Riyadi Beirut.

## Squadre partecipanti
| Squadra              | Città        | Palazzetto             | Allenatore        |
| -------------------- | ------------ | ---------------------- | ----------------- |
| Anibal Zahle         | Zahlé        | SSCC Rassieh           | Miodrag Perisic   |
| Antranik Y.A.        | Antelias     | AGBU Demirdjian Center | Aaron Mitchel     |
| Byblos Club          | Byblos       | Amsheet Sport Complex  | Joe Moujaes       |
| Champville           | Dik El Mehdi | Club Mariste           | Ghassan Sarkis    |
| Haouch El Oumara     | Zahlé        | Antonine Ksara Court   | Charbel Dib       |
| Hoops Club           | Beirut       | Michel El Murr         | Patrick Saba      |
| Bejjeh Club          | Bejjeh       | Bejjeh Sports Complex  | Alen Abaz         |
| Al-Mouttahed Tripoli | Tripoli      | Safadi Sports Complex  | Guillermo Vecchio |
| Al-Riyadi Beirut     | Beirut       | Saeb Salam Complex     | Fouad Abou Chacra |
| Sagesse              | Ghazir       | Ghazir Club Arena      | Toni Vujanic      |

## Stagione regolare
|  | Pos. | Squadra              | PT | G  | V  | P  |
|  | ---- | -------------------- | -- | -- | -- | -- |
|  | 1.   | Champville           | 46 | 16 | 15 | 1  |
|  | 2.   | Al-Riyadi Beirut     | 46 | 16 | 15 | 1  |
|  | 3.   | Anibal Zahle         | 34 | 16 | 9  | 7  |
|  | 4.   | Sagesse              | 30 | 16 | 7  | 9  |
|  | 5.   | Byblos Club          | 30 | 16 | 7  | 9  |
|  | 6.   | Bejjeh Club          | 30 | 16 | 7  | 9  |
|  | 7.   | Al-Mouttahed Tripoli | 28 | 16 | 6  | 10 |
|  | 8.   | Hoops Club           | 26 | 16 | 5  | 11 |
|  | 9.   | Antranik Y.A.        | 18 | 16 | 1  | 15 |
|  | 10.  | Haouch El Oumara     | 7  | 7  | 0  | 7  |

Legenda:
      Ammesse alla seconda fase.
Note:
Due punti a vittoria, uno a sconfitta.
 Haouch El Oumara: la squadra dopo aver disputato le prime sette partite della stagione regolare, collezionando altrettante sconfitte, si è ritirata dalla competizione
Fonte: Asia.basket

## Seconda fase
Nella seconda fase del campionato, le prime otto classificate della stagione regolare, hanno mantenuto la classifica ed i punti conquistati fino a quel momento ed hanno disputato altre quindici giornate di campionato. Al termine della competizione, le prime quattro classificate hanno ottenuto l'accesso per la Final-four.
|  | Pos. | Squadra              | PT | G  | V  | P  |
|  | ---- | -------------------- | -- | -- | -- | -- |
|  | 1.   | Champville           | 84 | 30 | 27 | 3  |
|  | 2.   | Al-Riyadi Beirut     | 46 | 30 | 26 | 4  |
|  | 3.   | Anibal Zahle         | 31 | 30 | 19 | 11 |
|  | 4.   | Sagesse              | 30 | 30 | 16 | 14 |
|  | 5.   | Al-Mouttahed Tripoli | 30 | 30 | 13 | 17 |
|  | 6.   | Byblos Club          | 26 | 30 | 11 | 19 |
|  | 7.   | Bejjeh Club          | 26 | 30 | 8  | 22 |
|  | 8.   | Hoops Club           | 23 | 30 | 7  | 23 |

Legenda:
      Ammesse alle Final-Four.
Note:
Due punti a vittoria, uno a sconfitta.
Fonte: Asia.basket

## Final Four
Le quattro qualificate per l'ultima fase del campionato, si sono prima affrontate nelle semifinali in delle serie al meglio delle cinque partite, mentre le squadre arrivate alla finale si sono giocate il titolo in una serie al meglio delle sette partite.
|  | Semifinali | Semifinali       | Semifinali | Semifinali | Semifinali | Semifinali | Semifinali |  |  | Finale       | Finale       | Finale | Finale | Finale | Finale | Finale |  |
|  |            |                  |            |            |            |            |            |  |  |              |              |        |        |        |        |        |  |
|  | 1          | Champville       | 96         | 101        | 84         | –          | –          |  |  |              |              |        |        |        |        |        |  |
|  | 4          | Sagesse          | 76         | 75         | 79         | –          | –          |  |  | Champville   | Champville   | 69     | 90     | 102    | 63     | –      |  |
|  | 2          | Al-Riyadi Beirut | 68         | 85         | 88         | 76         | 0          |  |  | Anibal Zahle | Anibal Zahle | 84     | 81     | 79     | 57     | –      |  |
|  | 3          | Anibal Zahle     | 77         | 82         | 81         | 88         | 20         |  |  |              |              |        |        |        |        |        |  |

| Lebanese Basketball League 2011-2012 |
| ------------------------------------ |
| Champville 1º titolo                 |

## Leader statistiche individuali
| Categoria                | Giocatore       | Squadra              | Statistiche |
| ------------------------ | --------------- | -------------------- | ----------- |
| Punti per partita        | Desmond Penigar | Byblos Club          | 28.5        |
| Rimbalzi per partita     | Desmond Penigar | Byblos Club          | 12.1        |
| Assists per partita      | Rodrigue Akl    | Anibal Zahle         | 6.4         |
| Palle rubate per partita | Austin Johnson  | Al-Mouttahed Tripoli | 2.7         |
| Stoppate per partita     | Ismail Ahmad    | Al-Riyadi Beirut     | 1.8         |

## Premi stagionali
| Premio                      | Giocatore      | Squadra              | Fonte |
| --------------------------- | -------------- | -------------------- | ----- |
| MVP                         | Fadi El Khatib | Champville           | [ 3 ] |
| Guardia dell'Anno           | Austin Johnson | Al-Mouttahed Tripoli | [ 3 ] |
| Ala dell'Anno               | Fadi El Khatib | Champville           | [ 3 ] |
| Centro dell'Anno            | Sam Hoskin     | Champville           | [ 3 ] |
| Miglior Difensore           | Ismail Ahmad   | Al-Riyadi Beirut     | [ 3 ] |
| Miglior giocatore libanese  | Fadi El Khatib | Champville           | [ 3 ] |
| Miglior giocatore straniero | Sam Hoskin     | Champville           | [ 3 ] |
| Nuovo arrivato dell'anno    | Sam Hoskin     | Champville           | [ 3 ] |

| Primo quintetto stagionale | Primo quintetto stagionale |
| -------------------------- | -------------------------- |
| Austin Johnson             | Al-Mouttahed Tripoli       |
| Desmond Penigar            | Byblos Club                |
| Fadi El Khatib             | Champville                 |
| Ismail Ahmad               | Al-Riyadi Beirut           |
| Sam Hoskin                 | Champville                 |

| Secondo quintetto stagionale | Secondo quintetto stagionale |
| ---------------------------- | ---------------------------- |
| Rodrigue Akl                 | Anibal Zahle                 |
| Jay Youngblood               | Anibal Zahle                 |
| Jean Abdel-Nour              | Al-Riyadi Beirut             |
| Bassel Bawji                 | Al-Mouttahed Tripoli         |
| Joe Vogel                    | Al-Riyadi Beirut             |